# テキサスのインディアン戦争
テキサスのインディアン戦争（英:Texas-Indian Wars）は、主に19世紀半ばに起きたテキサス開拓者と平原インディアンとの間の一連の闘争である。これらの闘争は最初の開拓者達がスペイン領テキサスに移動してきた時に始まり、テキサスがメキシコの一部であった時代、テキサス共和国として独立した時代を通して続き、テキサスが州としてアメリカ合衆国に加盟した後30年間経つまで終わらなかった。本稿では、メキシコがスペインからの独立を果たす直前の1820年から、クアハディの戦士クアナ・パーカーに率いられた平原インディアンのコマンチェ族の束縛を受けていない最後の1隊が降伏して、オクラホマ州のシル砦居留地に移動した1875年までの闘争を扱う。
平原インディアンとテキサス人との間の半世紀におよぶ闘争は、特にスペイン、続いてメキシコがテキサスの覇権を失い、テキサス共和国、さらにはアメリカ合衆国がこれら部族に対抗してから激しくなった。アメリカ人の平原インディアンとの闘争は根深い敵意、大量殺戮、および最後には完全制圧に近いものになって行った。
その結果は一方的だったが、戦争中の暴力行為はそうではなかった。ローレンス・S・ロスがピース川で子供の時にコマンチェ族インディアンに捕まっていたシンシア・アン・パーカーを救出した時、テキサス人のあらゆる家族がインディアン戦争で誰かを失っていたので、シンシアの救出が全ての家族の心の琴線に触れることになると気付いた。南北戦争の間は軍隊がフロンティアを守ることに使えなくなり、コマンチェ族とカイオワ族がテキサスの開拓前線を100マイル (160 km) 以上も押し返すことになった。

## 背景
この戦争での主たる敵対者は全てテキサスへの比較的新参の者であり、ヨーロッパ系の開拓者は1721年頃にナカドーチェスでテキサスでの恒久的開拓を始め、平原インディアンは1750年頃にこの地域に来ていた。

### テキサスのインディアン
これまで現在テキサス州となっている所に住んだ平原インディアン部族の中でもコマンチェ族が最も良く知られているが、コマンチェ族はこの地域に到着したことでは最も遅い者達だった。その同盟者であるカイオワ族とカイオワ・アパッチ族が現在のテキサス州西部に住んでおり、トンカワ族、デラウェア族、カド族、ウィチタ族およびチェロキー族が東部に住んでいた。1650年頃まで、コマンチェ族はワイオミングのプラット川上流に住むショショーニ族の一部だった。コマンチェ族は1650年頃にはっきり区別できる集団として現れたが、これは馬を手に入れた時期と一致し、それでより良い狩猟場を求めるために大きな移動性を獲得できた。
ショショーニ族として移住生活をしていたことで、コマンチェ族は南の平原に現れ、そこからは南のアーカンザス川からテキサス中央部に広がる広大な地域に移動した。この期間、3つの理由で人口が劇的に増加した。1つは頼れる食料資源としてバッファローが多量にいたこと、2つめはショショーニ族の移住者が流入したこと、3つめはライバルの集団から多くの女性や子供を捕獲して仲間に入れたことだった。コマンチェ族は決して単一の結合力のある部族集団を形成することは無かったが、1ダースほどの自治的集団に別れ、その12の隊（バンド）の中に45ほどのはっきりとした支族があった。これらの集団は同じ言語を話し同じ文化を持っていたが、共同作業を行うのと同じくらい頻繁に仲間内で戦うこともあった可能性がある。
1750年以前、テキサスで支配的な先住民部族はアパッチ族だった。しかし、コマンチェ族の征服でこれが変わった。1740年代からコマンチェ族がアーカンザス川を渉り始め、リャノ・エスタカード（スペイン語で「柵で囲まれた平野」）の領域内に地歩を固めた。この地域はオクラホマ南西部からテキサス州の回廊地帯を横切り、ニューメキシコまで広がっている。アパッチ族は一連の戦争の結果として駆逐され、コマンチェ族が地域全体を支配して、コマンチェリアと呼ばれるようになった 。この支配地はアーカンザス川から南にテキサス中央部を横切り、サンアントニオ近くまで広がり、エドワーズ台地全体の西はペコス川までと北はロッキー山脈の麓にそってアーカンザス川に至るまでを含んでいた。

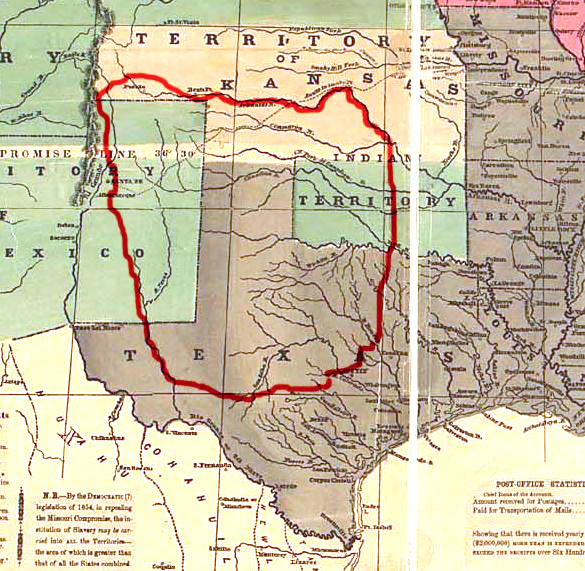
1858年のコマンチェリアの地図

アパッチ族を追い出した後、コマンチェ族は1780年から1781年まで天然痘の流行に襲われた。この流行は大変厳しいものだったので、一時的に襲撃を中断し、幾つかの支族は解隊された。1816年から1817年の冬に2回目の天然痘流行が起こった。推計に拠ると、コマンチェ族人口の半分以上がこれらの流行で殺された。
1人のカイオワ族戦士が1790年の秋をコマンチェ族と過ごした後で、コマンチェ族は実質的にカイオワ族とカイオワ・アパッチ族と統合した。この1つの事件から3つの部族は実質的統合を果たした。歴史家のフェーレンバッハはこの統合がアメリカ人開拓者の侵入から彼らの猟場を守る必要性から起こったと考えた。まず、カイオワ族とコマンチェ族が猟場を分け合い戦争のときは統合することで合意した。カイオワ・アパッチ族はカイオワ族の同盟者であり、結果的にその同盟に加わった。最終的に3部族は同じ猟場を分け合い、互いに自己防衛に当たることと戦争の時の同盟に合意した。

### イギリス系テキサス人開拓者
イギリス系開拓者はスペイン支配の終わる前にテキサスに来ていたが、植民当局が奨励していたのではなかったので、その数はかなり限られたものだった。スティーブン・オースティンはスペインからテキサスの土地利用許可を得た数少ないアメリカ人の一人だった。メキシコが1821年にスペインから独立を果たした時、人口の少ない北部地域を開拓することに熱心であり、またコマンチェリアにいるコマンチェ族の支配に挑戦しようともした。政府は人が僅かしかいない地域に多くのメキシコ人を開拓者として送り込めるよう説得するのが難しかったので、イギリス系アメリカ人開拓者を採用した。

## テキサスの初期開拓: メキシコ領テキサス 1821年-1836年

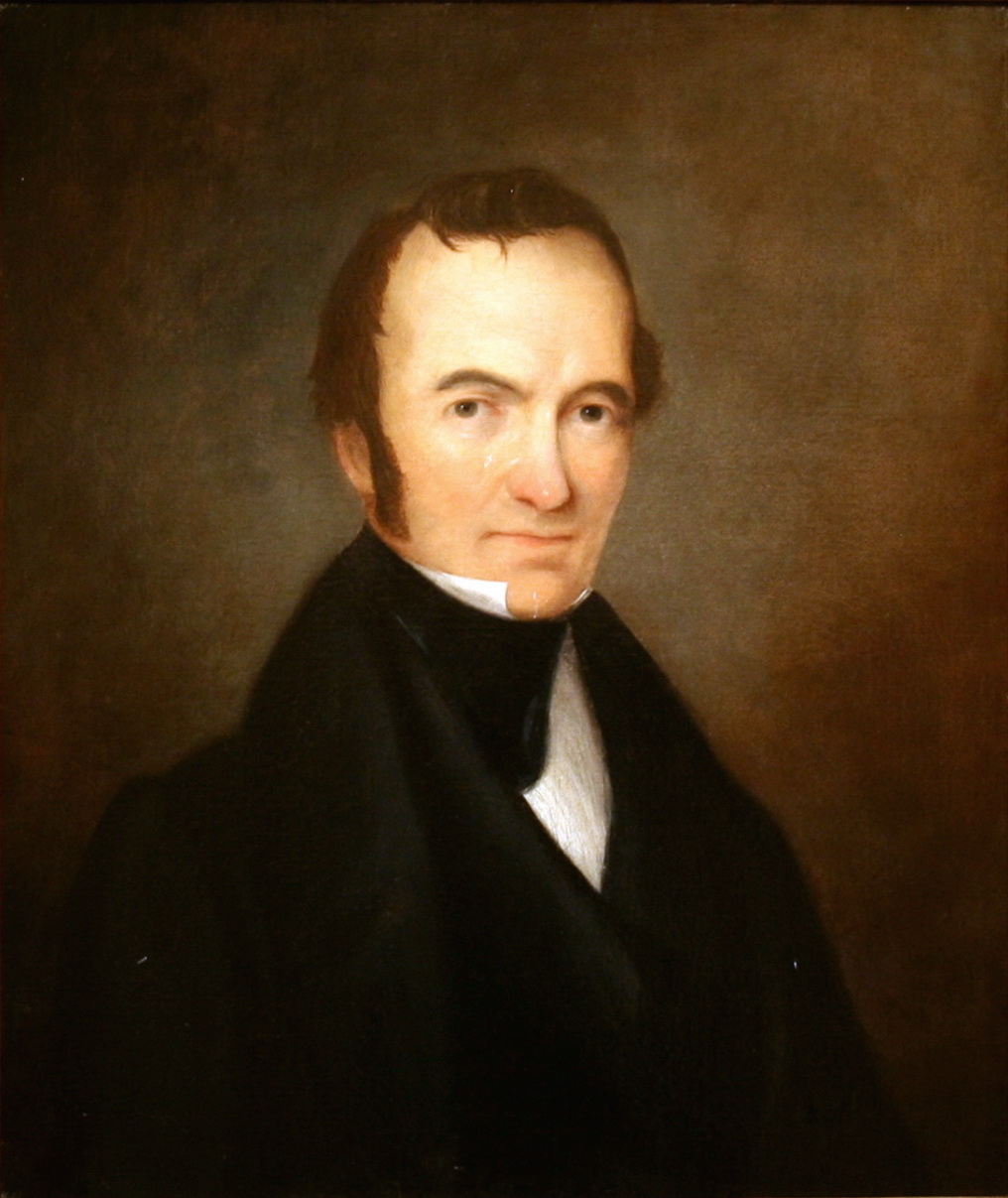
スティーブン・オースティン、「テキサスの父」と呼ばれる

1820年代、メキシコはこの地域を安定させる手段として開拓者を求め、スティーブン・オースティンにスペインの土地利用許可を再承認する合意に達した。このことで数百のイギリス系の家族が地域内に入ってくることになった。テキサスの肥沃な土地に関する噂が広がり、アメリカ合衆国から数多い開拓者達が流入してくるようになり、その多くはメキシコ政府に支配されることに何の関心も無かった。1829年、メキシコがその国土内で奴隷制を廃止した時、アメリカ合衆国からの移民は幾つかの植民地では対象から除外されるか、実際にメキシコ政府が領土内で奴隷制廃止を強制しようとする努力を回避していた。理論的にメキシコの当時の多くの奴隷は年季奉公だった。このこととメキシコシティの中央政府が領土内の政治的かつ経済的統制を締め付けたことに関する苦情が組み合わされ、テキサス革命に繋がっていった。
1821年、まだ開拓者が歓迎されていたころ、フランシスコ・ルイスがテキサス東部と中部の開拓地に一番近い隊であるペナタッカ・コマンチェ族と休戦交渉を行った。この休戦に続いて和平と友好の条約を作ることができ、1821年12月にメキシコシティで調印された。その12か月以内にメキシコ政府がペナタッカ族に約束した贈り物を贈れなかったので、ペナタッカ族はまた直ぐに襲撃を再開した。同じ理由で約束した貢物を贈れなかったために、ニューメキシコのために調印された和平条約は破綻し、1823年までに戦争はリオグランデ川流域全体で激しくなった。
1826年と1834年に別の条約が締結されたが、どちらの場合もメキシコ政府は同意条項を満たすことができなかった。メキシコ政府が1835年にインディアンの頭皮に対し報奨金を再承認したにも拘らず、コマンチェ族の襲撃隊はテキサスの特に新しいイギリス系開拓者を容易な餌食にした（一般に信じられているのとは逆で、コマンチェ族の頭皮に対する報奨金でこの慣習を始めたのはスペイン人であり、それがメキシコ人やアメリカ人に引き継がれ、続いてインディアンにも採用された）。テキサスの開拓者達はアメリカ合衆国東部にいるおとなしくさせられていた部族に慣れていたので、コマンチェ族やカイオワ族の軍事力に対応する備えが無かった。開拓者に対する襲撃は大変激しいものであり、悲鳴がワシントンD.C.まで届き、合衆国政府はテキサスのアメリカ人開拓者を守るために干渉を試みた。1833年に合衆国の外交特使としてペナタッカ・コマンチェ族との条約を交渉するためにサミュエル・ヒューストンがテキサスに到着した時、怒ったメキシコの役人はアメリカの外交官が自分達の国内で先住民と条約を交渉することに反対した。ヒューストンは好ましくない外交官と宣言され国外退去を求められた。
1823年にテキサス・レンジャーズが結成されたにも拘らず、1821年から1835年までの全期間を通じて、開拓者達はコマンチェ族の襲撃に苦しめられた。トンカワ族とデラウェア族インディアンはコマンチェ族の宿命の敵であり、開拓者達には友好部族であることを宣言していたので、その伝統的な敵に対抗する同盟を得ようとした。コマンチェ族はその脅威と見なしていたトンカワ族の人肉食の故に特にトンカワ族を忌み嫌っていた。トンカワ族が開拓者の代わりにコマンチェ族の肉を食べることに執着する限り、ヨーロッパ人がトンカワ族の人肉食を批判したという記録は無い。スティーブン・オースティンは1823年には既にコマンチェ族がその襲撃時にヒスパニックもイギリス人も犠牲者について見境が無いことで、平原インディアンと戦う特別部隊を持つ必要性を認識していた。オースティンはインディアンと戦い、辺境の開拓者を守ることで給与を払う10人を雇うことで最初のレンジャーズを創設した。間もなく開拓者達も別のレンジャーズ中隊を結成した。テキサス共和国が創られた後もこの傾向が続き、継続的な軍隊への資源無しに、テキサスは快速の馬に乗ってコマンチェ族を追跡し戦う為の小さなレンジャー中隊を自分達のやり方で創った。

### パーカー砦の虐殺
1836年5月19日、コマンチェ族、カイオワ族、ウィチタ族およびデラウェア族の大戦闘部隊が開拓者の前進基地パーカー砦を攻撃した。1834年3月に建設されたこの砦は、開拓者達から見れば、エルダー・ジョン・パーカーが地元のインディアンと交渉した和平条約を守ろうとしないインディアンから自分達を守るために十分な拠点と考えられていた。開拓者達にとって不運なことに、和平を守ろうというインディアンの中にはコマンチェ族の部隊が入っていなかった。パーカー砦への襲撃は、コマンチェ族によって開拓者側の5人の男性が殺され、女性2人と子供3人が誘拐されるという結果になり、イギリス系テキサス人の間に衝撃が走った。この攻撃はおそらくデラウェア族の1人とその息子達が馬泥棒の嫌疑で殺されたことへの報復だった。この事件でデラウェア族は無実だった。またパーカー砦にレンジャーズを置いたことで、特にコマンチェ族とカイオワ族はレンジャーズの彼らに対する行動に与して住人達を駆り立てようとしていると見なしたことへの反応だった。

#### コマンチェ族の中のパーカー家
パーカー家、特にジェイムズ・W・パーカーからの報復と捕らえられた女性子供の救出の呼びかけが行われたにも拘らず、犠牲者を救出するために立ち上がろうというテキサス人は少なく、これはその後間もなくテキサス革命が起こった後も同じだった。サミュエル・ヒューストンが自らパーカー砦の虐殺の犠牲者の一人であるエリザベス・デューティ・ケロッグの身代金を払ったが、3人の子供達のうち2人はその人生の大半をコマンチェ族の中で過ごすことになった。シンシア・アン・パーカーはピース川の戦いで捕獲されるまで25年間を過ごし、ジョン・リチャード・パーカーは身請けされたが、自発的にコマンチェ族に戻った。ジョンがインディアンの元に戻ったことは、インディアンの部族に加わった者の中に元の文化圏に戻りたがらない者がいるという、あまり理解されていない現象を表している。クアナ・パーカーが降伏した時、コマンチェ族に残っていた者達の30%は白人かヒスパニックだった。
ジェイムズ・パーカーの娘、ラチェル・パーカー・プラマーは21か月間コマンチェ族の奴隷になっており、後に平原インディアンの捕虜であることについて最初の本を著した。ラチェルは1838年にその父の努力で交易業者が所在を突き止め、買い戻すことで釈放された。

## テキサス共和国時代: 1836年-1845年
テキサス共和国時代のインディアンとの関係は3つの段階に分けられる。サミュエル・ヒューストン政権での共和国はコマンチェ族との交渉を求めた。コマンチェ族は過去と同じように和平を設定する為に贈り物、交易および定期的な対面外交という3つの主要前提条件と考えるものを与えられれば、襲撃を進んで止めるという姿勢だった。インディアンの間に良い評判を得ていたヒューストンはチェロキー族の女性と結婚し、長年インディアンの領土内で生活し、インディアンの言葉でインディアンと会合することを好んだ。また、政策に関わることとして、コマンチェ族とカイオワ族の同盟軍が特にメキシコの援助を得て集結したものを破ることが出来ないかもしれない軍隊を維持する莫大な費用よりも、数千ドル相当の贈り物に金を払う方が安上がりと考えた。ヒューストンを継いだミラボー・ボナパルテ・ラマー政権での共和国は、コマンチェ族と交戦し、コマンチェリアを侵略し、数多いインディアンを殺させたが、新生間もない共和国の財政を破綻させるというコストを払った。ヒューストンがその2期目に当選したとき、その再選の主要因はラマーの対インディアン政策が完璧に失敗したことだった。

### ヒューストン政権の1期目: 1836年-1838年

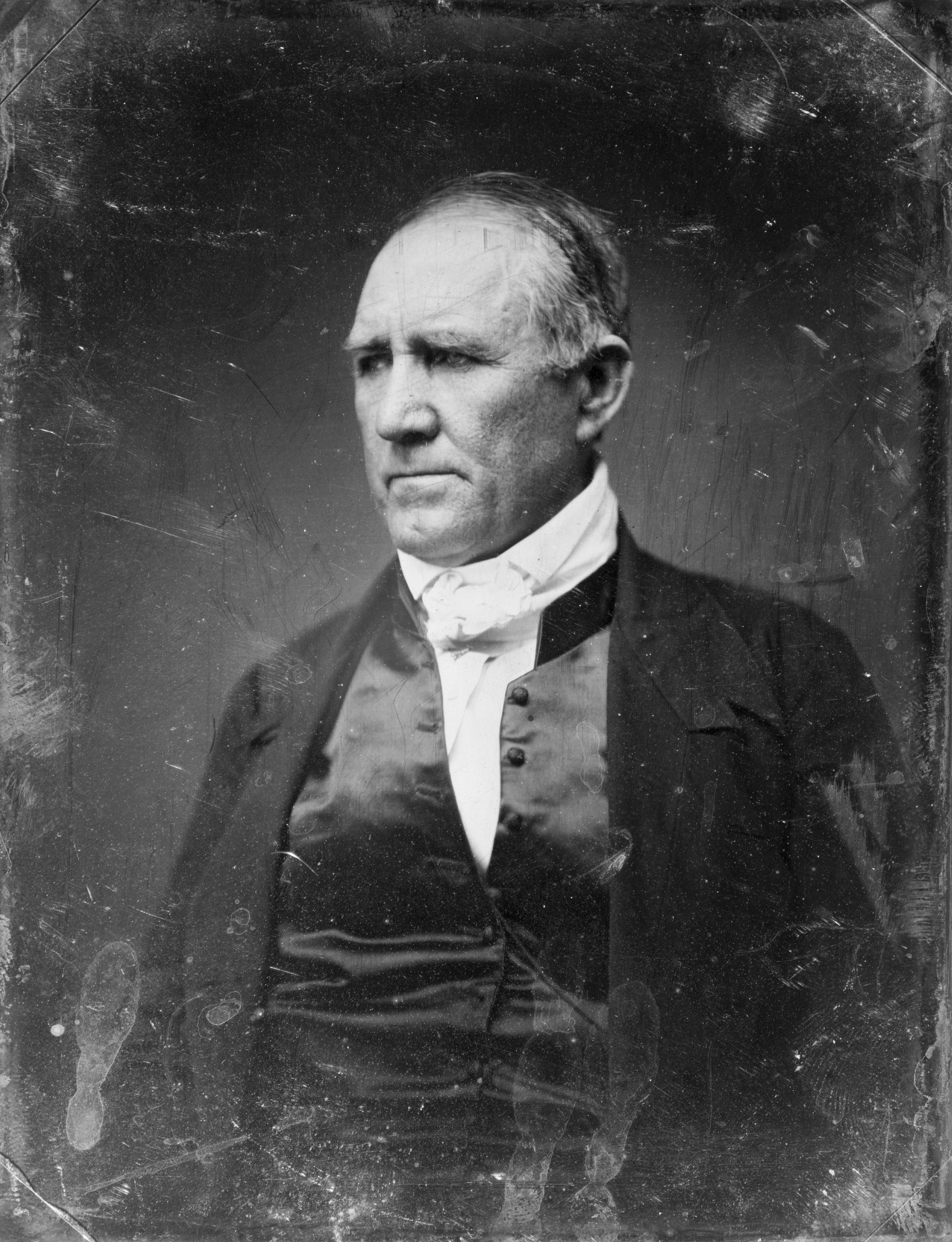
サミュエル・ヒューストン

ヒューストン政権の1期目はテキサスを独立国として維持することに焦点が置かれ、平原インディアンと戦争をする資源は無かった。
ヒューストンはその子供時代の大部分をテネシー州のチェロキー族インディアンと共に過ごしており、スコットランド系アイルランド人とチェロキー族酋長ボウルズの血を引いていた。ボウルズ酋長は大胆な猟師を意味するディワルリとも呼ばれていた。ヒューストンはチェロキー族が住む土地に対する権利を与えた「厳粛宣言」を支持した。1836年2月23日にチェロキー族との条約を交渉し、"ジェネラル"・ボウルズ酋長の集落に最初の暫定テキサス政府を創った。ヒューストンとジョン・フォーブスがテキサス政府のために署名し、ボウルズ酋長、ビッグマッシュ、サミュエル・ベンジ、オソータ、コーンタッセル、ザ・エッグ、ジョン・ボウルズ（酋長の息子）、およびテヌータがチェロキー族、ショーニー族、デラウェア族、キカプー族、クアポー族、ビロキシー族、イオニ族、アラバマ族、コーシャッタ族、ネチェズのカドー族、タホカルレイク族およびマタクオ族のために署名した。この条約で認められた地域には、今日のスミス郡とチェロキー郡、およびバンザント郡、ラスク郡とグレッグ郡の一部が含まれた。またこの条約ではテキサス市民を含め部族のメンバーでない者には土地を売ることも貸すこともできないと述べられていた。条約の調印後、ヒューストンはボウルズ酋長に刀、赤い絹のベストおよび帯を贈った。
共和国大統領としてのヒューストンの最初の行動は、この条約の批准を求めてテキサス上院に送ることだった。この批准が1年間も上院の審議で滞った後、この条約はテキサス市民にとって不利益をもたらすと最終的な決定が下された。これはデイビッド・G・バーネットがチェロキー条約の土地の中に広大な土地を持っていたからだとされている。この条約は1837年12月26日に「無効」と宣言された。ヒューストンは大統領ではあったが、条約の規定を実行させようとして、テキサス民兵隊の指揮官であるトマス・J・ラスク将軍に境界線を明確にするよう求めた。ヒューストンにとって不運なことにこれは成功せず、この件について何もできないままその任期の終わりを迎えた。
ヒューストン政権の1期目におけるインディアン問題はコルドバの反乱で脚光を浴びた。チェロキー族インディアンとヒスパニックが共謀して新しいテキサス共和国に反乱を起こし、メキシコに再加盟するという広範囲の陰謀の証拠が存在した。ヒューストンは友邦であるチェロキー族が関わっていると考えることを拒否し、チェロキー族の逮捕命令も拒否した。コルドバの反乱はヒューストンが流血沙汰や広範囲の騒擾なしで収めてしまったその能力を際立たせた。ヒューストンが大統領を辞めるとき、共和国は先住民との和平関係を維持していた。
ヒューストンがその1期目にインディアンとの和平を確立することに大いに成功したとしても、テキサス共和国議会はインディアンの土地を白人開拓者に開放する法律を成立させ、ヒューストンの拒否権も無効にした。開拓前線はブラゾ川、コロラド川およびグアダルーペ川に沿って急速に北に移動し、コマンチェ族の猟場やコマンチェリアの中に入っていった。間もなくテキサスとコマンチェ族の関係は暴力沙汰に変わっていった。ヒューストンは和平を取り戻す為の努力をし、テキサス開拓者の活力に警告を受けたコマンチェ族はその伝統的な境界に関する概念に逆らってでも固定した境界を要求することを検討し始めた。しかし、ヒューストンはテキサスの法律によって共和国が権利主張する土地を幾らかでも譲ることを禁じられていた。それでも1838年にはコマンチェ族との和平を達成することができた。

### ラマー政権: 1838年-1841年の政策

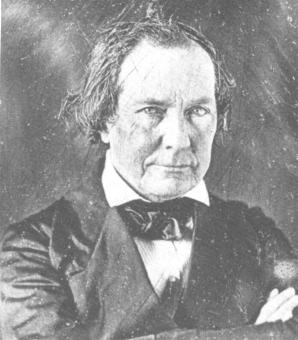
ミラボー・ボナパルテ・ラマー

ミラボー・ボナパルテ・ラマーが共和国2代目の大統領になって、先住民に敵対的になった。ラマー内閣はヒューストンの「ペット」（お気に入り）インディアンを排除すると豪語した。
ラマーは1839年にその施政方針を次のように宣言した。
インディアン問題に関するその答えは「彼らに対して活発に戦争をしかけること、情け容赦なくその隠れ場まで追及し、帰ってくる希望も無く我々の境界から逃亡すると考えさせるまでやることが戦争の結果として望ましいことだ」というものだった。
ラマー大統領は「排除」すなわちインディアン部族を白人開拓者のいない所まで追放することを試みた最初のテキサスの役人だった。この政策は、恒久的なインディアンの前線、すなわち様々に「排除」された部族が白人開拓者あるいは諍い無しに彼らの生活を営むことのできる境界線のようなものがあるはずだと考えるものだった。
ラマーはチェロキー族がコルドバの反乱に加担した以上はテキサスの中に留まることを許されないと確信するようになった。チェロキー族をテキサスから排除することになるチェロキー戦争は、ラマーが政権を取った直後に始まった。

#### チェロキー戦争:1838年-1839年
ラマーは、テキサス独立革命戦争中に中立を維持するならばその土地に対する権利を約束されてきたチェロキー族が、自発的にその土地と全資産を放棄して、アメリカ合衆国のオクラホマにあるインディアン居留地に移住することを要求した。コルドバの反乱中もチェロキー族の約束された権利を守るとしていたヒューストンがこれに抗議したが無駄だった。
1839年5月、メキシコ政府のエージェントであるマヌエル・フロレスが所有していた手紙で、メキシコ政府がテキサス開拓者に対抗するインディアンを徴募する計画が暴露された後、大衆世論に支持されたラマーはテキサス東部のインディアンを追放する決断をした。インディアンがこれを拒否すると、その移住を強制する軍事力を使った。

##### ネチェズの戦い
1839年7月12日、テキサス民兵隊はインディアン移住を交渉するための和平使節を派遣した。チェロキー族はその穀物から得られる利益と移住の費用を補償する移住条約への署名に躊躇した。その後の48時間で、チェロキー族は平和的にそこを離れるが、武装した護衛兵の監視下にテキサスから出て行くことを要求する条約の1節の故に条約には署名できないと主張した。7月15日、民兵隊の命令下で、調停委員はテキサス人が即座にインディアンの集落に行軍してくるので、平和的に去ろうという者は白旗を揚げるべきことを告げた。7月15日と16日、K・H・ダグラス将軍、エド・バールソン、アルバート・ジョンストン、およびデイビッド・G・バーネットが指揮する複合民兵隊が、ボウルズ酋長指揮下のチェロキー族、デラウェア族およびショーニー族を攻撃した（ネチェズの戦い）。
インディアンは集落で抵抗しようとし、それが失敗した時、隊形を取り直そうとしたがそれも失敗した。およそ100人のインディアンが殺され、民兵隊の損害はわずか3人だった。ボウルズ酋長は殺されるときにヒューストンから貰った刀を持っていた。この戦闘後、チェロキー族はアーカンソー州に逃亡し、テキサス東部には実質上組織された先住民族の社会が無くなり、その土地はイギリス系開拓者に渡された。

#### ラマーと平原部族
ラマーは比較的おとなしい部族であるチェロキー族をテキサスから排除できたことで大胆になり、平原部族にも同じことをやろうとした。ラマーはそのインディアン政策を実行する為の軍隊を必要とし、大きな費用をかけてその組織化に乗り出した。しかし独立時に共和国には多く見積もっても3万人のイギリス系アメリカ人とヒスパニックの住人しかいなかった。チェロキー族はテキサスに2,000人足らずが居たのであり、特に「チェロキー戦争」は比較的短期間で流血も少なく済んでいたので、これを排除することは共和国にとって恐ろしい損失ではなかった。
しかし、コマンチェ族とカイオワ族は1830年代に2万人から3万人が住んでいたと推測されている。彼らには高性能の火器が供給されており、かなり過剰なくらいの馬も持っていた。さらに1830年代までにコマンチェ族はインディアン同士の大きな同盟ネットワークを確立し、広い交易のネットワークも持っていた。共和国は民兵隊を持っていたが持続的軍隊ではなく、そのちっぽけな海軍はヒューストン政権下で大きく減らされていた。チェロキー戦争以後、ラマーはその政策を追求するための人も金も無かったが、挫けることもなかった。
ラマーの2年間の任期はコマンチェ族と開拓者の間の暴力沙汰を拡大することで特徴付けられた。例えば冬の間に捕獲できたはずのパロデュリョ・キャニオンでコマンチェ族と戦う十分なレンジャーズが居なかった。しかし1839年暮れ、コマンチェ族ペナタッカ隊の穏健派酋長達の何人かが、アパッチ族にしたようには開拓者達を完全にその領土内から追い出すことは出来ないと考えるようになっていた。コマンチェ族領土の北方でシャイアン族とアラパホ族が攻撃を仕掛け、数回の天然痘の流行で前の2世代に大きな損失を出していたことが組み合わされ、ペナタッカの穏健派酋長達は条約で利益に繋がると確信していった。それ故に彼らは共和国とコマンチェリアの境界を認めさせることと引き換えに和平を交渉するためにテキサス人との面会を申し出た。
ペナタッカ隊の戦闘派酋長で最も著名なバッファロー・ハンプはこの決定を承服せず、ラマーやその代理人を信用しなかった。コマンチェ族の他の11隊のどれも和平交渉に全く関与しなかった。
最も著名な戦闘派酋長の助言に反対してコマンチェ族の1隊の穏健派酋長が交渉に入ると決断したことは、歴史上分からない理由でラマーにコマンチェ族は降伏する用意があると思わせることになったと考えられる。ラマーの指示はコマンチェ族が1つのはっきりした政体を持っていないことを理解していなかったことを示しているように思われる。その陸軍長官は、ラマーがコマンチェ族に1人の人間として行動し、軍事力の脅威に屈服することを期待していることを明確にする指示書を発行した。
ラマーの陸軍長官アルバート・ジョンストンはその目的にために、民兵隊に明白な指示書を持たせてサンアントニオに派遣した。ジョンストンは第1歩兵連隊長ウィリアム・S・フィッシャー中佐にあてて次のように書いた。

#### 協議の家の戦闘
コマンチェ族和平代表団が1840年3月にサンアントニオに到着したとき、ペナタッカ隊以外のどの隊も加わってはいなかった。テキサス政府の使節はラマー政権からの指示書に従って、ペナタッカ隊に拘束されている捕虜全員の返還を要求した。さらにテキサスの役人はコマンチェ族がテキサス中部を放棄し、テキサス人の侵入への干渉を止め、白人開拓者全員を避けるよう主張した。
それでも贈り物の申し出に惹き付けられていたペナタッカ隊の33人の酋長や戦士達は、他に32人のコマンチェ族員を伴って来ていた。事実上彼らの全てが家族員か郎党であり、3月19日にサンアントニオに到着した。ペナタッカ隊の著名な穏健派酋長、マクワールーが代表団を取りまとめており、ほんの数人の捕虜、すなわち数人のメキシコ人の子供とマチルダ・ロックハートを連れてきていた。マチルダは1838年に姉妹と共に捕らえられていた16歳の白人少女であり、身体的にまた性的に暴行されたと告発した。火傷の痕や鼻を削がれていたことが彼女の話を裏付けているように見えたので、その証言に異議を唱える信頼できる歴史家は居ない。マチルダは他にも15人の人質がコマンチェ族の手に残っており、部族は1度に一人ずつ身請けさせるつもりだと告げた。
テキサス人はコマンチェ族に人質を全て即座に解放するよう命令したが、彼らはそれを望んだとしてもできなかったであろう。例えば、バッファロー・ハンプとペタ・ノコナ各酋長は捕虜の誰をも返すことに合意しなかった。2人ともこの協議のときに自隊の中にヨーロッパ人の血を引く捕虜を捉えており、その大半はコマンチェ族の中に引き入れられ、部族の中で生まれつきの者も縁組された者もほとんど区別がつかなくなっていたので、彼らを諦めるつもりは些かも無かった。このとき、民兵隊が協議の家のドアを開け放ち、驚くコマンチェ族に降伏を要求した。コマンチェ族は和平の使者が襲われることはないと考えていたので、その弓、槍および火器を外に置いたままにしており、武器としてはベルトにつけたナイフしか無かった。それでも彼らはナイフを抜いて、庭にいる仲間に大声で呼びかけ、必死に戦った。家の中にいた者は1人を除いて殺され、全部で35人が殺され29人が捕虜になった。

#### 協議の家の戦闘のその後: 大襲撃とプラム・クリーク
協議の家の戦闘で33人のコマンチェ族酋長が殺されたことへの報復として、残っていた捕虜のうち3人を除く者達が拷問を受けながら緩り処刑された。残った3人は既に部族の中に縁組されていた。バッファロー・ハンプは更なる報復を望み、その戦士達を集め、コマンチェ族のあらゆる隊、隊の中のあらゆる支族、カイオワ族およびカイオワ・アパッチ族に伝令が送られた。およそ500人になった戦士たちと他に安らぎを与え仕事を分かつ女性子供400人が集まり、バッファロー・ハンプがその大戦闘部隊を率いてエドワーズ台地から海岸まで行く先々で襲撃を行った。ビクトリアと当時テキサスでは第2の港だったリンビルを燃やして略奪し、コマンチェ族は数千の馬やロバを集め、リンビルの倉庫から多くの物資を持ち出した。リンビルの人々は慎重にメキシコ湾岸まで逃亡し、そこでコマンチェ族が略奪し町を燃やすのを絶望的に眺めていた。
ロックハートに近いプラム・クリークでは、民兵隊が、軍事歴史家が通常の状況では決して出来なかっただろうと言うこと、すなわち歴史上でも最も素晴らしい軽騎兵隊と考えられるコマンチェ族を追い詰めた。マシュー・コールドウェルとエド・バールソンが指揮する数百の民兵隊にレンジャー中隊全てを加えたものがコマンチェ族の戦闘隊と走りながらの大銃撃戦を演じ、コマンチェ族は戦利品を守ろうとし、民兵隊はインディアンを全滅させようとした。皮肉なことに再度軍事歴史家に拠れば、同じこと、つまりコマンチェ族を脆弱にしていた貪欲さが彼らを救った。民兵隊は金塊で数十万ドルを積んだロバを取り戻して、それらの戦利品を分けることに忙殺され、コマンチェ族のことは忘れて家に戻った。民兵隊は80人の戦士を殺したと報告したが、1ダースの遺体しか発見されなかった。両軍とも満足して戻った。コマンチェ族は3,000頭の盗んだ馬と多くの戦利品を抱えて戻り、民兵隊は金塊数十万ドルだった。
ラマーが大統領である残り期間は、バッファロー・ハンプがテキサス人に対する戦争を継続し、ラマーはそのレンジャーズや民兵隊を使って平原部族を排除する為の会戦を望む中で、消耗させる襲撃と報復の試みのために費やされた。しかし、コマンチェ族はプラム・クリークから教訓を得て、民兵隊が大砲や大量のライフル銃を使えるような集中を行うことは二度と無かった。ラマーは1840年の1年間だけでコマンチェ族に対して250万ドルという信じられないような予算を消化したが、これはラマーの任期2年間の共和国歳入総額を越えていた。

### ヒューストン政権の2期目: 1841年-1844年
サミュエル・ヒューストンが大統領の1期目を終えるとき、大衆はラマーの強硬な反インディアン政策を支持しているように見えた。しかし大襲撃と数百の小さな襲撃、共和国の破産という事態を経過し、ラマーの政策は拒否され、ヒューストンが楽々と返り咲いた。
ヒューストンのインディアン政策は正規軍の大多数を解隊したが、辺境を警戒する新しいレンジャーズ4個中隊を招集することだった。ヒューストンはレンジャーズに、インディアンの土地を開拓者と不法な交易業者による侵入から守ることを命じた。ラマーの統制を超越してしまった襲撃と報復という繰り返しが無くなることを望んだ。ヒューストンの政策下では、テキサス・レンジャーズがインディアンによる犯罪を厳しく罰することは認められたが、以前のような紛争を始めることは無かった。双方で起こった略奪行為には、レンジャーズが実際の犯人を見つけて罰するよう命令されたが、単純にそれがインディアンだからという理由で無知なインディアンに報復はしないよう言われた。
ヒューストンはインディアンとの交渉を再開した。カドー族が最初に反応した部族であり、1842年8月に条約の合意に達した。続いてこれを依然として様子を見ようとしているコマンチェ族以外の全部族に拡げた。1843年3月、ヒューストンはデラウェア族、ウィチタ族など他の部族との合意に達した。この時点でバッファロー・ハンプはヒューストンを信用し対話を始めた。1843年8月、一時的条約合意により、コマンチェ族とその同盟者とテキサス人の間に休戦が実現した。10月、コマンチェ族はヒューストンと面会することに合意し、バード砦で決められたばかりのものに類似する条約を交渉しようとした（協議の家での事件の後で、これにバッファロー・ハンプが加わっていたことは、ヒューストンに対するコマンチェ族の信頼感を現していた）。1844年早く、バッファロー・ハンプとサンタ・アナやオールドオウルなど他のコマンチェ族指導者達がテフアカナ・クリークで条約に署名し、白人捕虜を全て返還すること、テキサス人開拓者の襲撃を止めることに合意した。その見返りとして、テキサス人は部族に対する軍事行動を止め、多くの交易基地を建設し、テキサスとコマンチェリアの間の境界を認めた。コマンチェ族の同盟者、ウェーコ族、タワコニス族、カイオワ族、カイオワ・アパッチ族、およびウィチタ族も条約に入ることに合意した。ヒューストンの2期目が終わるまでに、23万ドル足らずを遣ったが、辺境に平和をもたらし、コマンチェ族やその同盟者との条約を締結し、共和国は議会の批准を待つだけになった。

### ジョーンズ政権: 1845年から共和国の終わりまで
テキサス共和国の残り期間はアンソン・ジョーンズが大統領となり、政府はヒューストンの政策を継承したが、ジョーンズはテキサスの政治家大半と同様にコマンチェリアの境界を設定したいとは望まず、条約の規定を頓挫させた議員たちを支持した。

## 共和国の終わり、アメリカ合衆国テキサス州の始まり: 1845年-1861年
テキサスの上院が条約の最終版から境界規定を外した後で、バッファロー・ハンプが条約を否定し敵対関係が再開された。テキサス共和国はアメリカ合衆国による併合に合意したので、それはテキサス上院の最後の行動の1つになった。
1845年2月28日、アメリカ合衆国議会はアメリカ合衆国がテキサス共和国を併合する法案を承認した。テキサスは併合が有効となる12月29日にアメリカ合衆国の州になった。テキサス共和国が併合について主要な動機の1つになったものは、共和国の巨大な負債の存在であり、アメリカ合衆国が併合の代わりにそれを引き受けることに合意したことだった。1852年、この負債引き受けの代償として、テキサスが領土と主張していた土地の大部分、現在のコロラド州、カンザス州、オクラホマ州、ニューメキシコ州およびワイオミング州となった所が連邦政府に割譲された。
共和国がアメリカ合衆国に加盟したことは平原インディアンにとって終焉の始まりだった。アメリカ合衆国は現実的に「排除」政策を適用する資源と人を持っており、事実そうした。最終的には1846年5月、バッファロー・ハンプはアメリカ合衆国とテキサス州の大きな力に立ち向かい続けることはとてもできないと認識するようになり、コマンチェ族の代表を率いてカウンシル・スプリングスでの条約交渉に現れ、アメリカ合衆国との条約に調印した。
バッファロー・ハンプはペナタッカ・コマンチェ族の戦闘派酋長として、1840年代後半および1850年代を通じてアメリカの役人との平和的関係を続けた。1849年にはジョン・S・フォードの遠征隊にサンアントニオからエルパソまでの行程の一部を案内し、1856年にはブラゾス川沿いに新しく設立されたコマンチェ族居留地にその部族に対する不幸にも最後の誘導を行った。白人馬泥棒や不法潜入者からの襲撃が続き、ペナタッカ隊は居留地では自由さが無くなり食糧もあまり供給されないために不満を抱いたこともあって、バッファロー・ハンプは1858年に居留地からその部族を移動させざるを得なくなった。

### ロバート・ニーバーズの殺害
開拓者達が実際にテキサス州内に設立された居留地のインディアンに攻撃を始め、連邦政府のインディアン代理人ロバート・ニーバーズが白人のテキサス人に憎まれるようになったのがこの時期だった。ニーバーズは居留地に近いベルナップ砦とキャンプ・クーパーに駐屯するアメリカ陸軍の士官達がニーバーズとその駐在職員に適切な援助を与えられず、インディアンに対する適切な保護もできていないと申し立てた。様々な人々からの命を奪うという脅しが続いたにも拘らず、ニーバーズはその任務を遂行する決心を変えず、インディアンを保護する法を執行した。
ニーバーズは連邦軍に恥を知らせ政治的に自分を助けるように仕向けてその援助を得ると、居留地から白人を押し戻すことに成功した。しかし、インディアンはテキサス州内で決して安全にはならないと確信し、インディアン準州内の安全な場所に移す決心をした。1859年8月、ニーバーズは一人の命も失わずにインディアンをインディアン準州内の新しい居留地に移すことができた。9月14日、ニーバーズが開拓者の一人と話をしているときにエドワード・コーネットという男がニーバーズの背中から撃って殺した。歴史家達はその暗殺がニーバーズのコマンチェ族を守る行動の直接の結果だと考えている。ニーバーズはおそらく暗殺者を知りもしなかった。ニーバーズはベルナップ砦の文民墓地に埋葬された。

### バッファロー・ハンプ宿営地への攻撃
バッファロー・ハンプの下でかって力のあったペナタッカ隊の残党はウィチタ山脈で宿営しているときに、アール・ヴァン・ドーン少佐の指揮するアメリカ軍に攻撃された。バッファロー・ハンプの隊がアーバックル砦で最近正式にアメリカ合衆国との和平条約に調印したことを知らなかったとされるヴァン・ドーンとその部隊は、大半が女性と子供ばかりのコマンチェ族80人を殺した。
アメリカ合衆国との和平条約に調印したばかりのインディアンのみを収容していた平和な宿営地への攻撃は子供と女性ばかりを殺し、コマンチェ族との「戦闘」としてヴァン・ドーンから報告され、歴史家によっては「ウィチタ山脈の戦い」として今日でも記録されている。
これにも拘らず、年を取り疲れていたバッファロー・ハンプは追随者の残りを率いてオクラホマのインディアン準州内にあるコブ砦に近いコマンチェ居留地に入った。そこではコマンチェの伝統的生活様式が失われたことを大いに悲しんだとされるが、部族民の模範となるために家屋と農場を求めた。バッファロー・ハンプは牧場と農場を営む者として生き延びようとしながら、1870年に死んだ。

### アンテロープヒル作戦とリトルローブ・クリーク: 1858年
1856年から1858年の期間は、テキサスの開拓者達はコマンチェ族の領土であるコマンチェリアに開拓地を広げ続けたので、そのフロンティアでは特に敵意に満ちた流血の多いものとなった。1858年はリトルローブ・クリークの戦いを頂点とするテキサス人が初めてコマンチェリアの心臓部へ進入する作戦行動、いわゆるアンテロープヒル作戦で特徴付けられた。この戦闘はコマンチェ族領土の心臓部へ力ずくで攻撃を掛けたものであり、存続能力のある部族としてのコマンチェ族の終焉の始まりを告げるものだった。コマンチェ族の貴重な狩猟場は鋤耕され、馬の群れのための牧草を抱えた山並みは失われていた。コマンチェ族はその母国であるコマンチェリアがイギリス系テキサス人開拓者によって次第に侵食されていることを認識し、バッファロー・ハンプの宿営地に対する攻撃のような事件は、居留地を離れたコマンチェ族に何の保護も期待できないことを示していた。コマンチェ族はテキサス人に対して一連の凶暴で血塗られた襲撃で反撃していた。
1858年までに12有ったコマンチェ族の隊のうち5隊のみが生き残っており、そのうちの1隊、ペナタッカ隊は居留地のほんの数百の民にまで減っていた。コマンチェ族の残党はその生活様式が失われていくのを認識し、信じがたい暴力で反撃した。
アメリカ陸軍は暴力沙汰を完全に封じることはできないと認識した。連邦軍は軍事的配慮よりも政治的に駆逐できるように見えるという理由でこの地域から転出させられていた。同時に、連邦法や多くの条約で、連邦が保護するインディアン準州内に州兵が侵入することを禁じていた。同様にアメリカ陸軍もインディアン準州内のインディアンを攻撃しないように、あるいはそのような攻撃を許さないように指示されていた。その命令の背後にあった理屈はチェロキー族のような多くの先住民族が農業に携わっており、平和な開拓者として生活しているということだった。コマンチェ族やカイオワ族のような他の部族は、コマンチェリアというインディアン準州の一部を生活のために使い続けながら、一方でテキサスの白人開拓者への襲撃も続けていた。
連邦政府、テキサス州および先住民族の間の関係は、テキサス併合の結果として持ち上がった特徴的法律問題で複雑になっていた。連邦政府はアメリカ合衆国憲法によってインディアン問題に関わる責任があり、テキサスが1846年に州になった後はその肩代わりをしていた。しかし、テキサスがアメリカ合衆国に加盟する条件として、新しい州は公有地の管理を続けた。他の新しい州の場合には全て、ワシントンが公有地とインディアン問題を管理したので、様々な集団に対する居留地を保証する条約を作ることができた。しかしテキサス州の場合、連邦政府はそれができなかった。テキサス州はその領域内でインディアン居留地のために公有地を提供することを断固として拒んだが、一方で連邦政府にインディアン問題の費用など細部に責任を持ってくれることを期待していた。連邦政府がテキサス州に派遣したインディアン代理人は、インディアンの土地に対する権利がフロンティアを平和にするための鍵であり、インディアンの母国に関する問題でテキサス州当局の非協力的態度がある限り平和は訪れないことが分かっていた。

#### アンテロープヒルでの作戦: テキサス人のコマンチェリア侵略 1858年
テキサスにアメリカ軍第2騎兵隊が居なくなったことは開拓者達にとって特に大きな打撃だった。テキサス州知事ハーディン・ラネルズは襲撃を終わらせることを公約にして1856年の選挙戦を戦った。ラネルズは第2騎兵隊がユタに転出し、最終的には解隊された時に驚愕と怒りを公表した。ラネルズは、テキサスがアメリカ合衆国に併合されたあとで減員され、解隊していたレンジャー大隊を再編成することにした。1858年1月27日、米墨戦争の古参レンジャーで辺境でのインディアン・ファイターであるジョン・サーモン・"リップ"・フォードを大尉かつテキサス・レンジャー、民兵隊および同盟インディアン部隊の指揮官として任命し、コマンチェ族の母国であるコマンチェリアの中でコマンチェ族に戦いを挑むよう命令した。
フォードは残忍で現実的なインディアン・ファイターとして知られていた。見つけることのできたインディアンを男であろうと女であろうと全滅させることになる集落への攻撃を命じることに何の躊躇も無かった。このためにフォードが理由付けしたことは単純だった。コマンチェ族の襲撃は開拓者の扱いにおいて残酷だということだった。フォードは残酷さには残酷さで対処することにした。ラネルズはフォードに対して「私はあなたに行動と活力の必要性を訴える。見つけることのできた敵のあるいは敵と疑われるインディアンの通った道をすべて辿り、可能ならば友好的ではないインディアンに追いつき罰することだ」と大変明確な命令を与えた。
1858年3月19日、フォードは現在のフォートワース市となった所に近いブラゾス居留地に行って、トンカワ族をその軍隊に徴収した。フォードとトンカワ族酋長プラシドはコマンチェ族とカイオワ族をカナディアン川の丘の中にある本拠地まで追跡して、ウィチタ山脈に入り、可能ならば「戦士を殺し、食糧供給源を破壊し、家屋や家族を襲ってその戦闘能力を完全に破壊する」ことに決めた。
1858年4月、フォードは以前ベルナップの町があった所にキャンプ・ラネルズを設立した。フォードはこの時も、「敵のあるいは敵と疑われるインディアンの通った道をすべて辿り、最も厳しく手っ取り早い罰を与える」のであり、「いかなる元からも妨害を認めない」というラネルズの明白な命令に従って動いていた（元とはアメリカ合衆国を意味すると解釈でき、その軍隊やインディアン代理人はオクラホマのインディアン準州内を通過することに対して連邦の条約と連邦法を強制しようとすると考えられた）。4月15日、フォードのレンジャーズはトンカワ族戦士と共に、テキサスのブラゾス居留地にいたアナダルコ族とショーニー族の斥候を連れ、レッド川を渉ってインディアン準州に入った。この部隊はオクラホマのインディアン準州内にあるコマンチェリアの一部に進軍した。フォードがその部隊を連れてレッド川を渉り、インディアン準州に入ったことは連邦法と多くの条約に違背していたが、後に彼の仕事は「インディアンを見つけて戦うことであり、地形を学ぶことではない」と語った。

#### リトルローブ・クリークの戦い
5月12日の日の出時、フォードとそのレンジャーズ、トンカワ族連合軍はコマンチェ族集落への攻撃で終日続いた戦いを始めた。リトルローブ・クリークの戦いは実際に1日の間の3つに分かれた戦闘で構成された。最初の攻撃はレンジャー部隊の斥候が見つけた最初の集落へのものだった。2つ目はカナディアン川の幾らか上流にあったアイアンジャケット酋長の大きな集落への追撃攻撃だった。この戦闘でアイアンジャケットが殺され、集落の残り部隊はフォードと戦うために到着したコマンチェ族の第3部隊を伴ったペタ・ノコナの妨害で救われ。カナディアン川に沿った全ての集落は素早い撤退を行った。
ペタ・ノコナは銃撃戦であっても自分の戦士たちがレンジャーズにとても対抗できないと分かっており、そのような戦闘を行わせるつもりは無かった。レンジャーズやトンカワ族を1対1の決闘に誘ったりするなど使えるあらゆる策略を用いて敵の動きを遅らせ、上流の集落が安全に撤退できるようにした。ペタ・ノコナはこの作戦に成功した。
リトルローブ・クリークの戦いは、テキサス人の軍隊が初めてアメリカ合衆国の連邦法や多くのインディアン条約に違背して、警告無しに集落を攻撃し、同盟インディアンであるトンカワ族に戦闘で殺したコマンチェ族の肉を食べることを許したことで著名である。

#### リトルローブ・クリークのその後: 1858年-1860
リトルローブ・クリークの戦いは女性や子供の犠牲者に対する態度でテキサスの対インディアン戦闘スタイルの典型となった。フォードは平原インディアンと戦ったあらゆる戦闘で女性や子供を殺害したと非難されたが、「戦士と女」を見分けるのは難しいと言って肩をすくめてみせた。フォードの陰鬱なジョークは犠牲者の年齢や性にはお構いなしだったことを明確にした。フォードは女性や子供を含めインディアンの襲撃時の開拓者の死を、全てのインディアンに年齢、性、戦闘員に構わなくさせるためにドアを開けることだと考えた。
トンカワ族戦士はレンジャーズと共に、コマンチェ族犠牲者の血の着いた手や足を賞杯として馬に飾りつけることで勝利を祝った。「レンジャーズは敵の死体の大半が様々に体の一部を失っており、トンカワ族は血染めの器を持ち、その夜の恐ろしい勝利の宴の前触れとしたと語った。」老いたアイアンジャケットが着ていた鎖かたびらは「屋根のこけら板のように」彼の体を覆っていた。レンジャーズはその鎖かたびらを切り取り賞杯としてバラバラにした。
アンテロープヒルでの攻撃は、コマンチェ族がもはやコマンチェリアの心臓部であってもその集落の安全を守れないことを示した。

##### リトルローブ・クリークでトンカワ族がテキサス人に忠誠を示したことへの報償
他のインディアン部族はトンカワ族のテキサス人に対する忠誠を忘れることが無かった。年取ったプラシドがその部族民を敵から守ることを嘆願したにも拘らず、トンカワ族はブラゾスの居留地から移動しデラウェア族、ショーニー族およびカドー族と共にオクラホマの居留地に入った。1862年、これらの種族の戦士たちが合同してトンカワ族を攻撃した。トンカワ族に残っていた309人のうちの133人がこの虐殺で殺された。死者の中には年取ったプラシドも含まれていた。今日、オクラホマの居留地には15家族以下のトンカワ族しか残っていない。

### ピース川の戦い、シンシア・アン・パーカーの再捕獲: 1860年

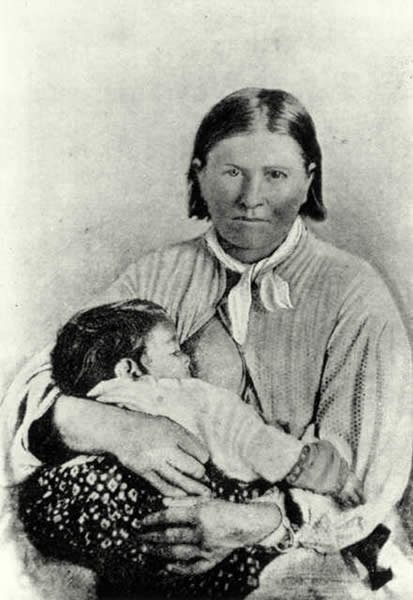
シンシア・アン・パーカー

1860年12月18日、テキサス州フォード郡のマーガレット町近く、ミュール・クリークで起こったことについては2つのはっきり異なる説がある。公式の記録では、ローレンス・S・ロスとその部隊がコマンチェ族のノコニ隊を急襲することに成功し、その指導者であるペタ・ノコナを含みノコニ隊を消し去った。しかし、クアナ・パーカーに拠れば、その父（ペタ・ノコナ）はその日は居らず、殺されたコマンチェ族は事実上、バッファローの皮を干し、肉を乾燥させていた女性と子供ばかりだったということである。いずれにしても12月18日の夜明けにロスの指揮するレンジャーズと民兵隊がピース川の支流であるミュール・クリークで宿営していたコマンチェ族を見つけて驚かせたということでは一致している。一人の女性を除いて全員が殺されたが。その女性は白人だと認識され、生き残らされた。彼女は後にシンシア・アン・パーカーだと分かった。他にも生存者がおり、ロスに救われた10歳の少年とシンシア・パーカーの赤ん坊の娘、プレーリー・フラワーだった。
シンシア・アン・パーカーはその白人家庭に戻され、その家族は彼女が夫や子供のもとに戻らないよう密に見張っていた。シンシア・パーカーの娘がインフルエンザで死んだ後、その失くした息子を見つけるためにコマンチェ族に戻ろうとしたのを彼女の守護者達が認めなかったので、食を拒んで餓死した。

## 平原での南北戦争時代: 運命の遅れ: 1861年-1865年
南北戦争は平原に信じがたい流血と混乱をもたらした。騎兵隊が他所での戦闘のために平原を離れ、多くのレンジャーズは南軍に入隊したのでコマンチェ族など平原部族がコマンチェリアから開拓地を押し返し始めた。開拓前線は最終的に100マイル (160 km) 以上も押し戻され、テキサスの平原は放棄され燃やされた農場や開拓地でちりばめられた。しかし、インディアンの人口はコマンチェリア全域支配を取り戻せるほど十分ではなかった。

### エルム・クリークの襲撃
1864年の晩秋、ヤング郡でコマンチェ族とカイオワ族500名ないし1,000名の戦士隊がブラゾス川地域中部を襲撃し、事実上全ての牛、馬およびロバを盗み、ムラー砦を拠点とする市民を包囲した。市民軍がなんとか砦を守り、戦士隊は10人の女性と子供を捕虜にして北に戻った。

### 第一次アドビウォールズの戦い
第一次アドビウォールズの戦いは1864年11月26日に起こった。アドビウォールズはウィリアム・ベントの日干しれんが造りの交易基地と酒場が放棄された廃墟であり、ハチンソン郡のカナディアン川に近かった。この戦闘は白人と大平原のインディアンとの間で、参加した戦闘員の数では最大級のものになった。ニューメキシコ軍事地区指揮官のジェイムズ・H・カールトンがサンタフェ荷車隊を攻撃するコマンチェ族とカイオワ族を罰することにしたことから起こった。インディアン達は荷車隊を自分達が生きるために必要なバッファローや他の獲物を殺す侵入者と見ていた。
キット・カーソン大佐がニューメキシコの志願兵である第1騎兵隊指揮を任され、コマンチェ族とカイオワ族の冬季宿営地に進行して作戦行動を行うよう告げられた。問題の宿営地はカナディアン川南岸のどこかと報告されていた。1864年11月10日、カーソンは335名の騎兵、75名のユト族およびジカリラ・アパッチ族の斥候を率いてバスコム砦を出発した。それらのインディアンはニューメキシコ準州のシマロンに近いルシアン・マクスウェルの牧場から徴募していた。11月12日にカーソン隊はジョージ・H・ペティス中尉の指揮する山岳榴弾砲2門、27両の荷馬車、1両の救急車両、45日間の食料を補給し、カナディアン川を下ってテキサス州の回廊地帯地域に入った。カーソンは20年前にベントに雇われていたことから勝手を知っているアドビウォールズにまず進行することにした。季節には早い風雪を含み厳しい気候が歩みを遅らせ、11月25日に第1騎兵隊はアドビウォールズから約30マイル (48 km) 西のムーア郡ミュール・スプリングスに到着した。斥候がアドビウォールズでインディアンの大宿営地があることを報告したので、カーソンは騎兵隊に前進を命じ、荷馬車や榴弾砲が後から付いてくるようにした。
11月26日の夜明けから約2時間後、カーソンの騎兵隊がカイオワ族の150戸の集落を攻撃した。ドハーサン酋長と部族民は逃げ出し、近くの同盟コマンチェ族集落に警告を伝えた。カーソンはアドビウォールズまで進んで午前10時頃にそこに塹壕を掘り、廃墟の一画を病院に使った。カーソンはその地域に1つの大変大きな集落を含め数多い集落があり、総計では3,000ないし5,000人のインディアンが居ることが分かり、予測していたよりも遙かに大きな勢力だったので当惑した。カイオワ族のドハーサンがスタンブリングベアやサタンタ（シッティングベア）の助けを借りて最初の攻撃を仕掛けてきた。サタンタはカーソンのラッパ手の音に答えてラッパのように聞こえる音を返したと言われている。カーソンは物資に乏しくなり始めたので、午後には部隊に退却を命じた。怒れるインディアンはその退路を塞ぐために川に近い草地や藪に火を放った。しかしカーソンは火を避けて高台に撤退し、そこで2門の榴弾砲を使ってインディアンの攻撃を防ぎ続けた。薄暮が近付いたとき、カーソンは斥候達の一部に最初の集落の小屋を燃やすよう命じた。カイオワ・アパッチ族の酋長アイアン・シャートはそのティピーを離れるのを拒んだときに殺された。アメリカ軍は戦場から押し返されたもののカーソンの任務は勝利に終わったと宣言した。

## 平原インディアンの最後の時代: 1865年-1875年
南北戦争が終わると実質的に平原インディアンに終わりをもたらすことになった。アメリカ合衆国は数百万の武装した勢力を持っており、平原で残っている抵抗勢力を従わせるために事実上無限の人と資源を持ってくることができた。平原部族の最後の者が降伏するのは単に時間の問題だった。

### バッファロー・ハンターズ
バッファローは平原部族にとって主要な食料源であるだけでなく、大平原で生きていくために事実上必要な全てのものを与えてくれていた。平原インディアンはバッファローの周辺で独自の文化を発展させ、独自の生活様式を作っていた。南北戦争のとき、平原インディアンの全生活様式は単一種の動物に依存していた。
アメリカ軍は平原インディアンを居留地に追い込む最も用意で早い方法がバッファローという供給源を破壊することでインディアンの生活様式を殺してしまうことだと分かっていた。インディアンは文字通り、家屋、道具、衣類、さらには食料をバッファローの頼っていた。バッファーロー・ハンターがバッファローを殺し尽くしてしまえば、実質的に平原インディアンを殺すことになった。白人が大平原に到着したときは1,500万ないし6,000万頭のバッファローがいたと言われる。1899年までに生き残っているバッファローは1,000頭に満たなかった。

### ウォーレン荷車隊の襲撃

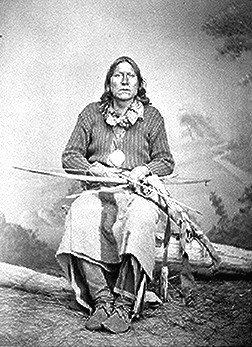
カイオワ族戦闘派の酋長サタンタ

1871年、カイオワ族戦闘派酋長サタンタがテキサス州内で数度荷車隊を襲った。その破滅のもとは1871年5月18日にウォーレン荷車隊を襲撃したことだった。この攻撃の直前にインディアン達は少数の護衛しかいない陸軍の救急隊に危害を加えずに通ることを許した。それに乗っていたのがウィリアム・シャーマン将軍だった。
この荷車隊は環状隊形に変えることで戦士隊に戦いを挑み、ロバは全て環の中心に入れた。これにも拘わらず、戦士隊は荷車隊の全ての物資を捕獲し、7人の御者を殺しその体を切断した。しかし5人の男が逃げ延びた。ラナルド・S・マッケンジー大佐がこの事件について知るや否や、このことをシャーマンに報せた。シャーマンとマッケンジーは襲撃を行った戦士達を捜索した。サタンタは愚かにも自身やサタンク（シッティングベア）およびアドーエッタ（ビッグツリー）が襲撃に関わったと自慢していた。シャーマンは自ら彼を逮捕した。

#### 州裁判所に掛けられた最初のインディアン指導者達
シャーマン将軍はサタンタ、サタンクおよびビッグツリーの裁判を命じて、彼等をアメリカ合衆国の裁判所で襲撃の罪で裁かれる最初の先住民指導者にした。シャーマンはテキサスのジャックスボロまで3人の準酋長クラスの者を連れて行き、殺人罪で裁判に掛けさせた。サタンクは裁判のためにリチャードソン砦に行く間に脱走しようとしたが殺された。サタンクは死の歌を歌い始め、護衛の一人からライフル銃を奪うことに成功したが、発砲できる前に射殺された。その遺族が引き取りに来ることを恐れてその遺体は埋葬されずに道に放置されていたが、マッケンジー大佐がサタンクの遺族にその遺体を無事引き取れるよう確保した。
シャーマン将軍がカイオワ族戦闘派酋長達を裁判のためにジャックスボロまで送ることを決めたとき、彼は見せしめにしようと思った。彼が望まなかったことで起こってしまったことは、裁判がサーカスになったことだった。まず2人のカイオワ族を弁護するために指名された2人の弁護士が、軍隊の望んだある種文民の授業に参加する替わりに実際はインディアンを代表した。その裁判における弁論戦略は、2人の酋長が単にその部族の生き残りのために戦ったと言うことであり、これが世界中の注目を引き、全過程に対する反対を刺激した。さらには、インディアン問題担当局も全課程に反対することを選び、2人の酋長はアメリカ合衆国と戦争していたのだから、文民の司法権は及ばないと主張した。インディアンも弁解しなかった。サタンタはもし彼が処刑されるならば何が起こるかを、「私は部族の民の中で偉大な酋長である。もしあなた方が私を殺すならば、それはプレーリーにおける火花のようなものになるだろう。それが大火を生じる。恐ろしい大火を！」と警告した。サタンタは殺人罪で有罪とされ、死刑を宣告された。ビッグツリーも同様だったが、テキサス州知事エドマンド・デイビスはいわゆるクエーカー教の平和政策という指導者達からの大きな圧力の下、裁判所の裁定を覆し、両人の罰として終身刑を与えた。サタンタとビッグツリーはテキサス州ハンツビル州立刑務所で2年間収監されたあとに釈放された。

#### ハンツビルでのサタンタの釈放、再逮捕および死
サタンタは1873年に釈放され、間もなくバッファロー・ハンターを攻撃することに戻り、アドビウォールズの襲撃にも居たと言われた。しかしカイオワ族の人々は彼がその戦闘に関わったことを否定し、その場に居なかったと言った。サタンタはその戦いの槍やその他指導者の象徴を若くさらに攻撃的な者に渡していた。しかし彼が戦いの場にいたことは保釈の条件に違背しており、政府は逮捕を要求した。サタンタは1874年10月に降伏し、州刑務所に戻された。サタンタは道路工事で働くことを強いられ、看守の報告ではその部族民の伝統的猟場のことを何時間も語り、衰えて行くようにみえたということだった。クラレンス・ウォートンはその著書『テキサス州の歴史』の中で、監獄のサタンタについて次のように語った。
サタンタは1878年10月11日に刑務所病院の高い窓から跳び下りて自殺した。
ビッグツリーも釈放されたが、サタンタとは異なりハンツビルに送り返されることは無かった。ヌーンはサタンタの場合と同様に戦場でビッグツリーを見たと誓うことになった。

### レッド川北支流の戦い
1872年、いわゆるクエーカー教の平和政策が完全に破綻したが、法的には依然として法であり、シル砦を出た軍隊は公式にはコマンチェ族に対して戦闘を仕掛けることはできなかった。しかし、アメリカ軍はステイクト平原にあるコマンチェリアの心臓部でコマンチェ族に攻撃を掛けたいと願い、1872年7月には実際にそうなった。
捕獲されたコマンチェ人エドワルド・オルティスが軍隊に、コマンチェ族はステイクト平原のレッド川沿いにある冬季猟場に居ると告げた。テキサス方面軍指揮官のクリストファー・C・オーガー将軍はテキサスのコンチョ砦から、ナポレオン・ボナパルト・マクローリン大尉の指揮による派遣部隊を1872年春に2か月間の偵察行動に送った。マクローリンは砦に戻り、コマンチェ族の主力部隊がステイクト平原の宿営地に居ると確言した。オーティスは陸軍がその地帯ならばうまく操軍できるとも主張した。オーガー将軍はラナルド・マッケンジー大佐をサンアントニオに呼び出し、そこで戦略会議を開いた。この会議から陸軍はステイクト平原のコマンチェ族の本拠地に対する作戦行動を始めた。
1872年9月28日、テキサス州グレイ郡のマクレラン・クリーク近くで、ラナルド・マッケンジー大佐の指揮する騎兵隊が、カイウォチェとモウウェイの下のコマンチェ族集落を襲った。この「戦闘」は実のところ、陸軍が完全に急襲で宿営地を襲うことができたので、インディアンの男、女および子供達の虐殺であり殺戮だった。
集落の住人の大半が捕まえられた。コマンチェ族の捕虜は見張りを付けられ、コンチョ砦まで移送され、冬の間そこで収監されていた。マッケンジーはこの捕虜達を居留地から出ているインディアンに居留地に戻って来させ、また白人捕虜を釈放させる取引材料に使った。マッケンジーの計略が功を奏し、戦闘から間もなくモウウェイとパラオクーム（ブルベア）がウィチタのインディアン局近くにその部隊を移動させた。インディアン捕虜の中にその家族も含まれていたノコニの酋長ホースバックは、自発的にコマンチェ族を説得して、盗んだ家畜やクリントン・スミスを含む白人捕虜と自分達の女性や子供との交換取引に応じさせた。
このできごとはアメリカ合衆国が初めてコマンチェリアの心臓部でコマンチェ族を攻撃して成功したこととなり、ステイクト平原はもはや安全な天国ではないことを示した。さらに、この戦闘は、陸軍が荒々しいコマンチェ族を居留地に移そうと考えるならば、彼らの集落を破壊することであり、居留地の外では生きて行けなくすることだということを証明した。マッケンジーの戦術はシャーマンが1874年のレッド川戦争でさらにそうするよう権限を与えた成功例となった。1874年に起こったパロデュロ・キャニオンにおける集落へのマッケンジーの攻撃と、トゥール・キャニオンにおけるコマンチェ族の馬群の破壊は、この戦闘をそっくりそのまま写したものであった。

### レッド川戦争

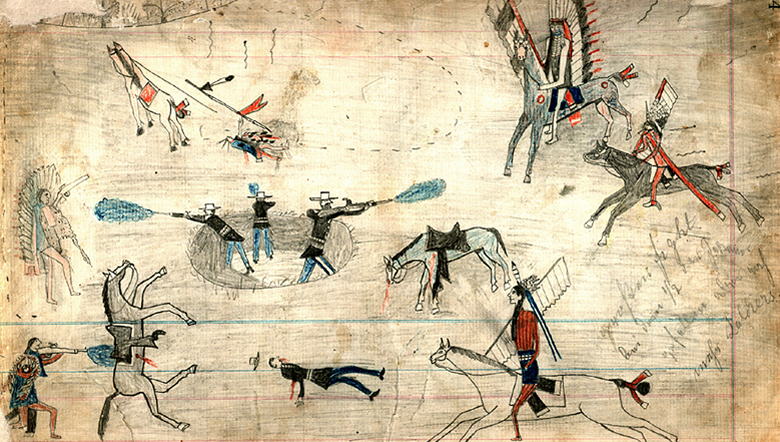
カイオワ族が描いた戦闘の様子

歴史書ではレッド川戦争が公式には1874年7月20日に始まったことになっている。この日、シャーマン将軍はフィリップ・シェリダン将軍にテキサス州西部とオクラホマの平原でカイオワ族とコマンチェ族に対する攻勢を開始し、彼らを殺すか居留地に追い込むよう電報を打った。陸軍は本質的に1872年にマッケンジーが北支流で採った戦術をそのまま採用した。つまりコマンチェ族を冬の拠点で攻撃しその集落を破壊して、居留地外では独立して生きて行く能力を奪うことだった。
1974年夏、アメリカ合衆国はその軍隊を使って、コマンチェ族、カイオワ族、カイオワ・アパッチ族、シャイアン族の南部部隊、およびアラパホ族を南部平原から排除する作戦を始めた。この作戦はインディアン準州にある居留地に彼らを移住させることを意図された。1874年の作戦はこの開拓地域を平和にするための以前の軍隊行動とは異なっていた。「レッド川戦争」と呼ばれるものは南部平原部族の文化と生活様式を終わらせ、平原部族を部族として終わらせることになった。レッド川戦争の作戦はバッファロー・ハンター達がアメリカバイソンをほとんど絶滅させるまで狩った時期と時を同じくして戦われた。バイソンもそれなしで暮らすことになった部族も同時に絶滅に近くなった。
アメリカ陸軍と平原インディアンの間にはレッド川戦闘の間におそらく20回の戦闘があった。装備が優れ、物資も豊富なアメリカ陸軍は単にインディアンを走り続けさせ、最後は食糧、弾薬さらには戦闘能力も枯渇させた。

### 第二次アドビウォールズの戦い
第二次アドビウォールズの戦いはレッド川戦争の間に起こった。平原部族は自暴自棄が募り、バッファロー・ハンター達が自分達の食糧源かつ部族民の生存手段そのものを殺していることを認識したときだった。コマンチェ族、カイオワ族、シャイアン族など平原インディアンの合同によっておよそ700名の部隊となり、アドビウォールズの廃墟で宿営しているバッファロー・ハンター達を攻撃しようとした。1874年6月27日、同盟インディアン部隊はアドビウォールズで宿営している28人の猟師と1人の女性を襲った。守備側が眠っておれば攻撃側が期待したようにたちまち圧倒して全員が殺されていたであろう。クアナ・パーカーが提案したように攻撃側が損失を省みずにその建物に突撃しておれば、守備側はやはり圧倒されていたことだろう。しかし、守備側は目覚めており、その長距離射程バッファロー砲が攻撃を無意味にした。おそらくビリー・ディクソンが古き西部で最も有名なライフル使いとなった。このとき建物から1マイル (1.6 km) 離れた崖の上に座っていたインディアンを殺した。この時点でクアナ・パーカーは負傷し、インディアン達は攻撃を諦めた。これはインディアンが平原を守ろうとした最後の大きな試みであり、単に武器の差があまりに大きくて勝てなかった。

### クアナ・パーカーに対するマッケンジーの作戦行動
マッケンジー大佐とその第41騎兵隊は1874年遅くから1875年になるまでクアナ・パーカーとその追随者を追跡した。リャノ・エスタカードの東縁にそったインディアンの隠れ家には5隊に分けて集結させる動きを使った。1874年9月28日、マッケンジーはこの作戦行動の中でも最も大胆で決定的なものになった戦闘で、パロデュロ・キャニオンにあったインディアン集落を5つ破壊した。トゥール・キャニオンでインディアンの馬群3,000頭を破壊したことは、インディアンにとって最後の貴重な所有物を取り上げ、その家屋や食糧源を破壊することと共にインディアンの抵抗そのものを破壊した。11月5日、マッケンジー軍は小さな戦闘に勝利し、彼にとっては最後のコマンチェ族との戦闘になった。1875年3月、マッケンジーはシル砦の指揮官を引き受け、コマンチェ・カイオワとシャイアン・アラパホの居留地を管理した。

### クアナ・パーカーの降伏とテキサス・インディアン戦争の終結
マッケンジーは医者で基地の通訳であるジェイコブ・J・スタームをクアハダ隊の降伏を交渉させるために派遣した。スタームは、「その部族民に大きな影響力を持つ若者」と読んでいたクアナを発見し、平和的に降伏させるために説得した。マッケンジーは自らクアナが降伏するならば、名誉をもってその部隊を待遇し、誰も攻撃はされないという伝言を送った（1871年のカイオワ族指導者の逮捕と裁判がそれを可能なものにしていた）。一方でスタームは降伏を拒む男、女および子供なら誰でも捕まえるというマッケンジーの言葉も伝えた。クアナは後に死ぬ用意があったと語ったが、女性や子供達を死なせることは嫌った。クアナはもし自分が降伏しなければ、あらゆる男、女および子供が捕まえられ殺されると言ったときのマッケンジー大佐を信用した。クアナはあるメサ（周囲が急斜面で頂上が平らな地形）に馬で乗り進み、そこで1匹のオオカミが彼の方に向かって来て吼え、小走りで北東に立ち去るのを見た。頭上には1羽の鷲が「のらくらと滑空し、羽を羽ばたかせてシル砦の方向に向かった」とスタームが後に報告した。これはお告げだとクアナは考え6月2日に現在のオクラホマ州にあるシル砦にその部隊を連れて行き、降伏した。この日、平原インディアンは独立した部族としては消滅し、その生活様式は完全に破壊された。
アメリカ陸軍に対して平原部族の最後に指揮したクアナ・パーカーは疲れもしらずに、自分達を潰したイギリス人の世界に部族民が抵抗できるように働き始めた。仇敵であるマッケンジー大佐からコマンチェ族の唯一の酋長に指名され、白人の世界で教育と生きて行くための能力を部族民にもたらすよう懸命に努めた。クアナはその部族民の土地がまとまっているように務め、それが政治的に難しくなったときには、その部族民のためにできる最善の取引を行うよう努めた。

## 軍事的分析

### 病気
ヨーロッパ人が大半を持ち込んだ病気によって、先住民の人口を激減させた。人類学者のジョン・C・ユーワーズは、1528年から1890年の間に、主に天然痘とコレラなど少なくとも30回の疫病の流行があり、テキサスのインディアンの場合はその人口の95％近くを減少させたと考えている。
コマンチェ族の人口は1780年から1781年と1816年から1817年の2回の疫病流行だけで半減した。歴史家の多くはこの2回の疫病で2万人以上あった人口が8,000人足らずまで減ったと考えている。イギリス系テキサス人の技術と戦争がこの過程を完全にした可能性があるが、平原インディアン衰退の最も大きな原因は疫病である。

### 1821年-1844年
テキサス革命のときに、テキサスには3万人のイギリス系とヒスパニック系の開拓者が居り、他に約15,000人の平原インディアンがいた。開拓者達は単発の武器しか装備しておらず、コマンチェ族は特にその武器の使い方を学んで対抗できた。
スペイン人、続いてメキシコ人、さらにテキサス人が単発の武器では、騎馬戦術に熟達し馬に乗ったまま弓を使うことで知られた恐ろしいコマンチェ族軽騎兵を打ち破るには不十分であることを学んでいた。戦闘中にコマンチェ族は常に動き続け、戦闘の混乱の中では敵の古い単発銃では標的を外させた可能性が強い。コマンチェ族は敵が弾填めできる前に容易に殺すことができた。コマンチェ族は的中率では弓の方が遙かに高かったが、過小評価されてはいても単発銃の使い方を極めてよく学んだ。コマンチェ族はスペイン人による北アメリカへの侵略を止めた。彼等はスペインが持ち込んだ最良の軍隊に直面してもその母国を守り、さらに拡張するという他の先住民族では成し得なかったことを成就した。18世紀後半、コマンチェ族はニューメキシコにあった馬を全て盗んだと言われている。
連発ライフル銃とレボルバー拳銃が導入されるまで、武器と戦術は決定的に平原インディアン側、特のコマンチェ族が有利だった。1841年のバンデラ・パスの戦いで初めてレボルバー拳銃がコマンチェ族に対して使われ、これがその優秀性でテキサス人が明らかに軍事的利点を持ち始めたときだった。こういった不利にも拘わらず、おそらく平原部族を終わらせたのは疫病だった。

### 1844年-1875年
1860年までに、テキサス州内には8,000人足らずのインディアンと60万人のイギリス系開拓者が住むようになっていた。テキサス人は連発ライフル銃とレボルバー拳銃を多く使うようになった。多くの軍事歴史家はテキサスのインディアン戦争で決定的な動きを作ったのはレボルバー拳銃の導入だったと考えている。いずれにしても、純粋な人口差と兵器の差によって、平原インディアンがその土地を死守できる可能性を終わらせた。
歴史家ゲーリー・アンダーソンはその著書『テキサスの征服：約束の地における民族浄化、1820年-1875年』で、「『テキサスの信念』はテキサス・レンジャーズに祭られた」と言っている。アンダーソンに拠れば、レンジャーズはインディアンが良くても「大地に権利を持っていない」人間以下の者 (subhumans) であり、純粋で後期で無実の開拓者を攻撃したと信じていた。インディアンを殺すことはテキサス州の第2代知事、ミラボー・B・ラマーが「全消失」を目指す「絶滅戦争」と言った時に政府の政策になった。